# Federico Ling Altamirano
Héctor Federico Ling Altamirano (México, D. F., 8 de febrero de 1939 − 23 de abril de 2014) fue un ingeniero mecánico electricista, diplomático y político mexicano, miembro del Partido Acción Nacional. Fue embajador de México ante la Santa Sede entre 2009 y 2013.

## Biografía
Egresado de la Universidad Nacional Autónoma de México, Ling Altamirano ocupó varios cargos dentro de la estructura del PAN, presidiéndolo en el Distrito Federal y en Durango, donde además fue diputado local de 1989 a 1992.
Fue diputado federal en dos ocasiones, en la LI Legislatura de 1979 a 1982 y en la LIII Legislatura de 1985 a 1988. De 2000 a 2006 fue senador de la república, donde presidió la Comisión de Asuntos Legislativos Segunda. También fue dos veces Secretario General del Comité Ejecutivo Nacional de su partido.
Sus padres fueron Guillermo Enrique Concepción Ling Altamirano (hijo del inmigrante alemán Hermann Wilhelm Otto Ling Aretz) y María Guadalupe Altamirano Lara. 
Estuvo casado con Mercedes Sanz Cerrada y tuvo tres hijos: Federico Alonso, Héctor Adrián y Alfonso Daniel Ling Sanz Cerrada.